# Regering-D'Anethan
De regering-D'Anethan (2 juli 1870 - 7 december 1871) was een Belgische regering. De regering telde enkel katholieke ministers. Ze volgde de regering-Frère-Orban I op en werd opgevolgd door de regering-De Theux-Malou.

## Verloop

### Formatie
Nadat de reguliere verkiezingen van juni 1870 een gelijk aantal volksvertegenwoordigers voor de liberalen en katholieken opleverden, nam de liberale regering-Frère-Orban I ontslag. De katholieke regering-D'Anethan werd daarop gevormd. Gezien geen enkele partij een meerderheid had in de Kamer, werd het parlement (beide wetgevende Kamers) ontbonden bij koninklijk besluit van 8 juli 1870 en werden nieuwe verkiezingen uitgeschreven voor 2 augustus 1870. Toen de Frans-Duitse Oorlog echter uitbrak, kwam de Kroonraad op 16 juli samen om te bepalen of de wetgevende Kamers al dan niet in buitengewone zitting moesten bijeenkomen. Dit werd niet gedaan, waardoor de Kamers niet bijeenkwamen tussen de verkiezingen van juni en augustus 1870. De verkiezingen van 2 augustus gaven een katholieke meerderheid in beide Kamers, waarmee de regering-D'Anethan kon aanblijven.

### Frans-Duitse Oorlog
Als eerste minister had D'Anethan vooral het hoofd te bieden aan de problemen die zich stelden als gevolg van de Frans-Duitse Oorlog, waarbij hij erin slaagde de Belgische neutraliteit te vrijwaren. Desalniettemin werden de Belgische samenleving en politiek aanzienlijk beïnvloed door deze oorlog, in het bijzonder door de angst voor een invasie van een van beide landen. De mobilisatie van het Belgische leger in 1870 maakte de tekortkomingen van de Belgische strijdkrachten duidelijk en leidde tot een hervorming van de dienstplicht. Bovendien werd de zogenaamde 'remplacement militaire' opgegeven, waarbij rijke burgers hun dienstplicht konden afkopen. Samen met de bouw van nieuwe fortengordels beïnvloedden deze maatregelen de eerste fasen van de Eerste Wereldoorlog.

### Ontslag
Aan de regering kwam in 1871 een voortijdig einde omwille van een schandaal. Voormalig eerste minister Pierre de Decker was tot gouverneur van Limburg benoemd, maar hij was aandeelhouder geweest van de bank van André Langrand-Dumonceau die failliet was gegaan. De regering werd ontslagen en werd opgevolgd door de katholieke regering-De Theux-Malou. Dit betekende meteen het einde van de ministeriële carrière van D'Anethan. Hij bleef wel nog tot aan zijn dood een rol spelen in de Senaat en in de Katholieke Partij.

## Samenstelling
De regering telde aanvankelijk zes ministers.
| Ambtsbekleder                       | Ambtsbekleder                       | Ambtsbekleder                           | Functie                     | Termijn                             | Partij            |
| ----------------------------------- | ----------------------------------- | --------------------------------------- | --------------------------- | ----------------------------------- | ----------------- |
|                                     |                                     | Jules Joseph d'Anethan (1803-1888)      | Minister Buitenlandse Zaken | 2 juli 1870 - 7 december 1871       | Katholieke Partij |
| Minister ad interim Openbare Werken | 3 augustus 1870 - 12 september 1870 | Jules Joseph d'Anethan (1803-1888)      |                             |                                     | Katholieke Partij |
|                                     |                                     | Joseph Kervyn de Lettenhove (1817-1891) | Minister Binnenlandse Zaken | 2 juli 1870 - 7 december 1871       | Katholieke Partij |
|                                     |                                     | Prosper Cornesse (1829-1889)            | Minister Justitie           | 2 juli 1870 - 7 december 1871       | Katholieke Partij |
|                                     |                                     | Victor Jacobs (1838-1891)               | Minister Openbare Werken    | 2 juli 1870 - 3 augustus 1870       | Katholieke Partij |
| Minister Financiën                  | 3 augustus 1870 - 7 december 1871   | Victor Jacobs (1838-1891)               |                             |                                     | Katholieke Partij |
|                                     |                                     | Pierre Tack (1818-1910)                 | Minister Financiën          | 2 juli 1870 - 3 augustus 1870       | Katholieke Partij |
|                                     |                                     | Henri Guillaume (1812-1877)             | Minister Oorlog             | 2 juli 1870 - 7 december 1871       | extraparlementair |
|                                     |                                     | Jules Malou (1810-1886)                 | Lid van de Ministerraad     | 24 juli 1870 - 5 december 1870      | Katholieke Partij |
|                                     |                                     | Armand Wasseige (1812-1882)             | Minister Openbare Werken    | 12 september 1870 - 7 december 1871 | Katholieke Partij |

### Herschikkingen
- Op 24 juli 1870 wordt Jules Malou lid van de Ministerraad.
- Op 3 augustus 1870 neemt Pierre Tack ontslag als minister van Financiën en wordt opgevolgd door Victor Jacobs. Jacobs wordt als minister van Openbare Werken ad interim opgevolgd door het hoofd van de regering Jules Joseph d'Anethan.
- Op 12 september 1870 wordt Armand Wasseige minister van Openbare Werken.
- Op 5 december 1870 neemt Jules Malou ontslag als lid van de Ministerraad.

## Maatregelen
- De wet van 12 juni 1871 bracht de cijns op een gelijke tien frank voor de gemeenteraadsverkiezingen, en op twintig voor de provincies. Dit verving de cijns naargelang inwoneraantal (hoger in de stad).